# Facultat d'Economia i Empresa (UB)
La Facultat d'Economia i Empresa de la Universitat de Barcelona va ser creada arran de la fusió feta l'any 2008 entre la Facultat de Ciències Econòmiques i Empresarials, i l'Escola Universitària d'Estudis Empresarials.

## Departaments
- Història i Institucions Econòmiques[2]
- Política Econòmica i Estructura Econòmica Mundial
- Sociologia i Anàlisi de les Organitzacions
- Matemàtica Econòmica, Financera i Actuarial
- Teoria Sociològica, Filosofia del Dret i Metodologia de les Ciències Socials
- Comptabilitat
- Economia i Organització d'Empreses
- Teoria Econòmica
- Econometria, Estadística i Economia Espanyola
- Economia Política i Hisenda Pública